# Solanum uleanum
Solanum uleanum är en potatisväxtart som beskrevs av Friedrich August Georg Bitter. Solanum uleanum ingår i släktet skattor som ingår i familjen potatisväxter. Inga underarter finns listade i Catalogue of Life.

## Bildgalleri

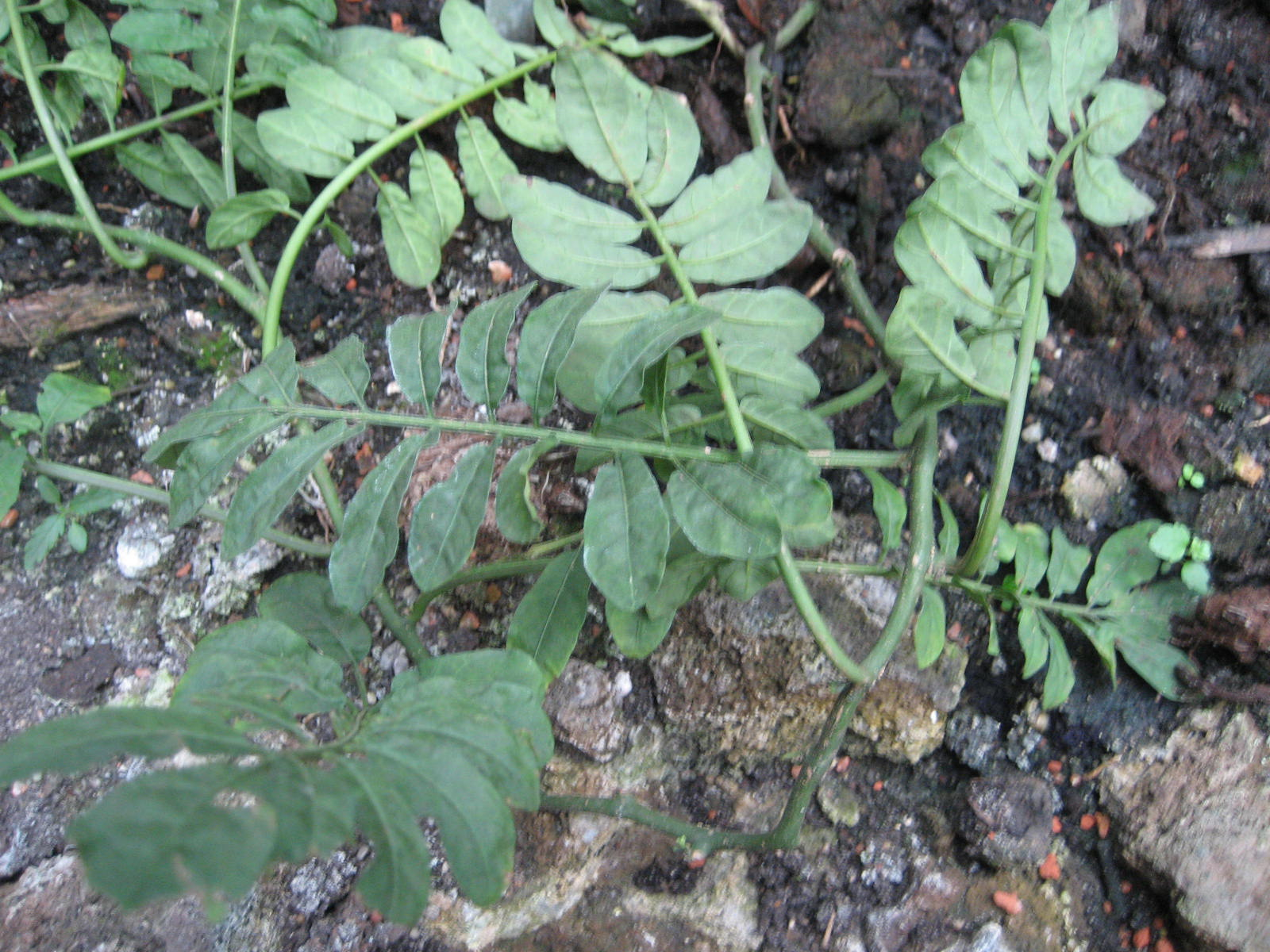